# Гликман, Григорий Ефимович
Григо́рий Ефи́мович Глю́кман (Гли́кман) (25 октября 1898, Витебск — 1973, Лос-Анджелес) — российский и американский художник-график, живописец.
Григорий Гликман (Глюкман) родился в Белоруссии. В 1917 г. он поступил в Московское училище живописи, ваяния и зодчества, но через
три года оставил учёбу и эмигрировал в Берлин, где сменил фамилию Гликман на Глюкман. В 1922 г. вступил в литературно-художественное сообщество «Веретено». С 1924 г. поселился в Париже, где в октябре состоялась его первая персональная выставка в галерее Друо. Глюкман активно выставлялся в «Салоне Тюильри», «Осеннем салоне», «Салоне независимых», на выставках Национального общества изящных искусств. В 1924—1939 гг. провёл более десяти персональных выставок в Париже, Лондоне и Нью-Йорке. Участвовал в выставках русского искусства в Берлине, Амстердаме, Париже.
В 1920-е гг. художник работал в области книжной графики: оформил сборник А. Белого «Стихи о России» (Берлин, 1922), для парижского издательства «Плеяда» — «Флорентийские ночи» («Nuits florentines») Г. Гейне (1925), «Сальватор Роза» («Salvator Rosa») Э. Т. А. Гофмана (1926). В 1927 г. участвовал в выставке «7 иллюстраторов» — совместно с А. Бенуа, В. Шухаевым, А. Алексеевым и др.
В 1930-х гг. Глюкман занимался преимущественно станковой живописью. В то время его основными темами стали сцены из парижской уличной жизни, пейзажи, портреты, «ню».
В начале Второй мировой войны, когда немцы заняли Париж, Глюкман переселился на юг Франции, а в 1941 г. эмигрировал в США. Обосновался в Нью-Йорке, где за годы войны провёл несколько персональных выставок. В 1945 г. он был удостоен приза Уатсона Ф. Блейера в чикагском Художественном институте. В том же году художник переехал в Лос-Анджелес; выставки его картин неоднократно устраивались в галерее Д. Хэтфилд. В 1955 г. хозяйка галереи издала книгу о творчестве Глюкмана.
В 1954 г. Глюкман на короткое время посещает Париж. Вернувшись в США, принимает американское гражданство.
Ретроспективные выставки художника состоялись в Париже (1955) и Нью-Йорке (1967—1968).
Произведения Григория Глюкмана экспонируются в Национальном музее современного искусства, Люксембургском музее и музее «Пти-Пале» в Париже, а также в музеях Гавра, Сан-Диего, Чикаго.
Три его картины хранятся в Корпоративной коллекции Белгазпромбанка в Минске.